# 蓝孔雀
蓝孔雀（学名：Pavo cristatus），又名印度孔雀，屬於雞形目雉科，是孔雀属两种孔雀之一。蓝孔雀主要产于巴基斯坦、印度和斯里兰卡。孔雀可能是人类饲养的最早的观赏鸟类，今天世界各地均有孔雀被饲养。孔雀是印度的国鸟，也是伊朗两种国鸟之一。

## 特征

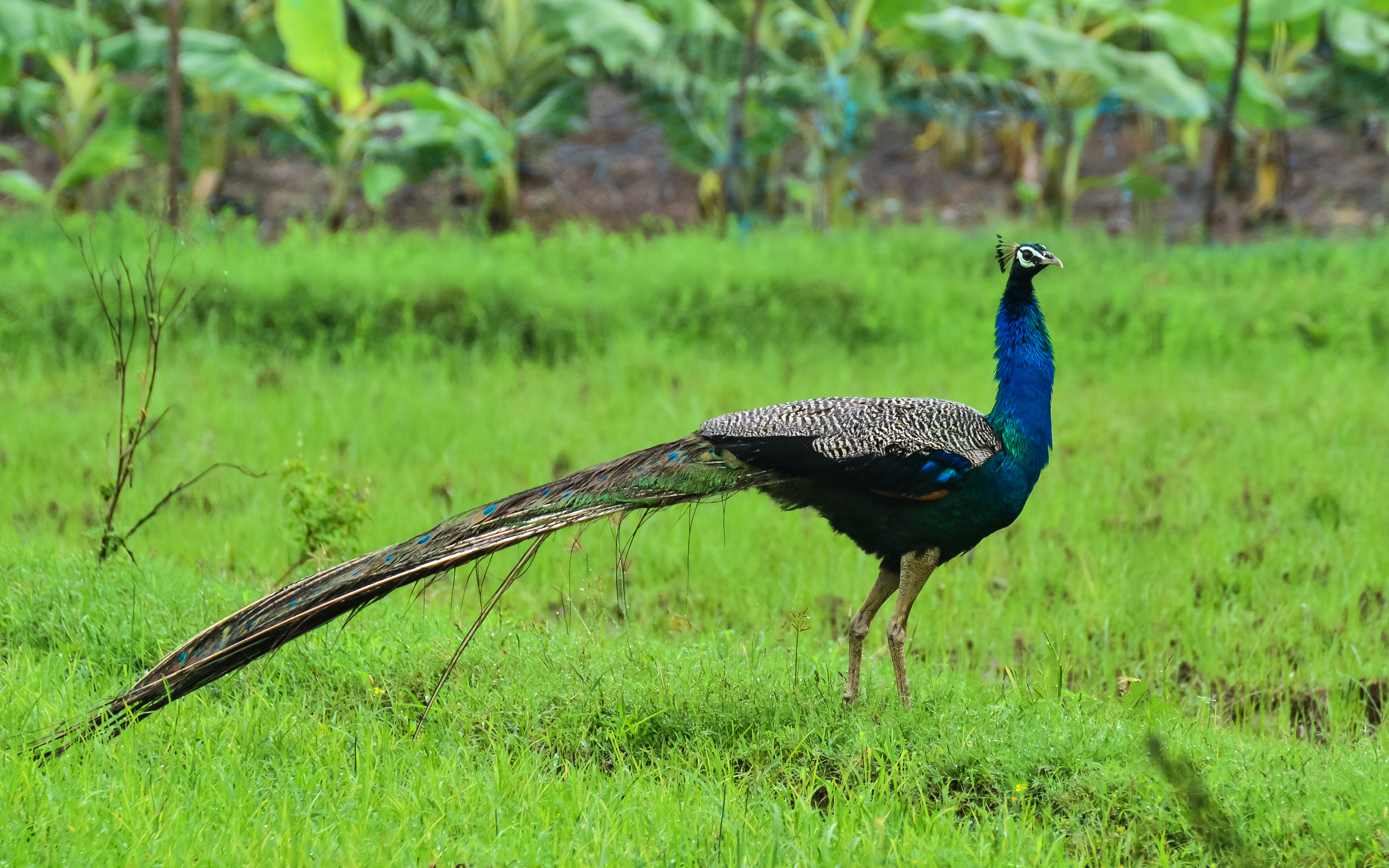
平時尾羽未展開的雄鳥（野生個體）

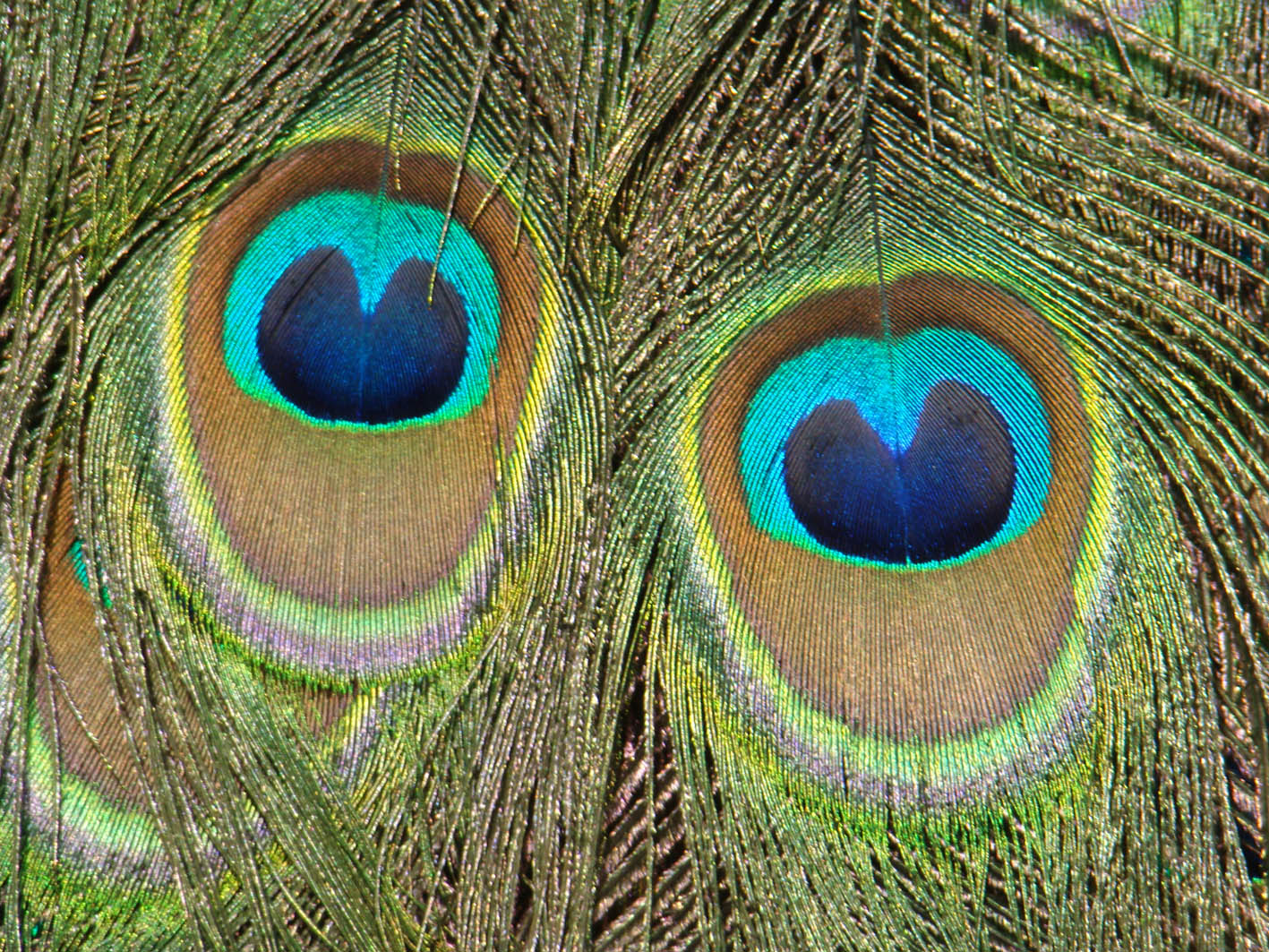
雄鳥尾羽特寫

雄性蓝孔雀上部的尾羽约152厘米长，可以竖起来像一把扇子一样“开屏”。尾羽上反光的蓝色的“眼睛”可以用来吓天敌。天敌可能会将这些眼睛当作大的哺乳动物的眼睛。假如天敌不被吓走的话蓝孔雀还会抖动其尾羽，发出“沙沙”声。雄性蓝孔雀的总长度可达约两米，重四至六千克。行为生物学认为雄性蓝孔雀的长的尾羽可以用来标志一头动物的健康状况。雌性蓝孔雀比较容易受“眼睛”多的雄鸟的吸引。相对于雄鸟，雌鸟比较小，很不显眼，其身长仅约一米，重2.7至4千克。
雄鸟的颈部、胸部和腹部呈灿烂的蓝色，雌鸟的羽毛主要为灰绿色。

## 分布和生活环境

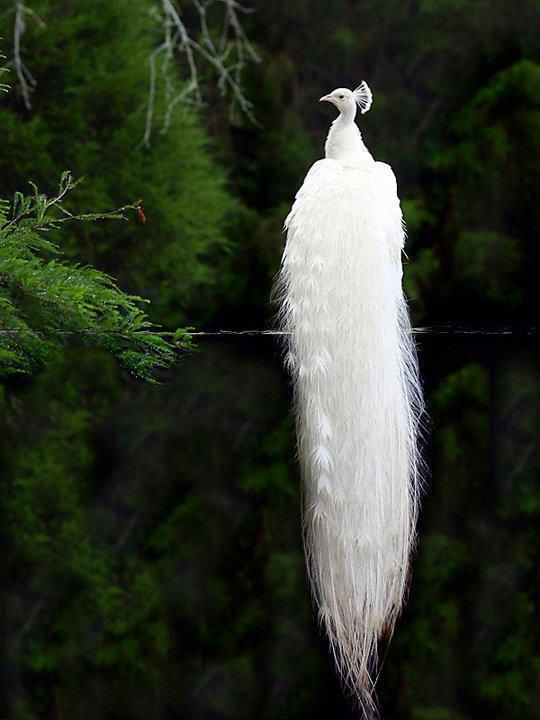
白孔雀（P. c. mut. alba）

蓝孔雀原生于印度和斯里兰卡。它主要生活在丘陵的森林中，尤其在水域附近。清晨和傍晚它们随其群到田地里觅食。由于孔雀吃年幼的眼镜蛇，因此在印度它们非常受欢迎，在许多地方它们不会遭到捕猎，它们可以非常亲人。
在臺灣的金門縣，自從畜產試驗所在該島所飼養的14隻藍孔雀因1999年丹恩颱風吹壞屋頂而逃脫後，已在島上繁殖一千四百多隻，造成生態問題。金門縣政府透過誘捕、收購、獵殺等方式，進行移除防治對策。
藍孔雀生活在乾燥的半沙漠化草地、灌木和落葉林地區，在地面上覓食和築巢，但在樹上棲息，主要以種子、昆蟲、水果、鼠、蛇和蛙為食。
根据世界自然保護聯盟的数据蓝孔雀的数量在近年来不断减少，但是总的来说蓝孔雀的数量还是相当高的，因此它属于不受威胁的动物。
早在4000年前孔雀就已经被人类带到了地中海地区，因此孔雀是人类饲养最早的观赏鸟类。在埃及、古罗马以及在欧洲中世纪时期人也吃其肉。由于孔雀是留鸟，因此在许多公园中它们可以自由活动。
在饲养过程中产生了黑翅膀的孔雀和白孔雀。

## 繁殖
孔雀是多配偶的鸟，每只雄鸟约与五只雌鸟生活在一起。
蓝孔雀的繁殖期从四月至八月。在繁殖期里雄鸟非常凶，甚至会攻击自己镜子里的形象。每次产4-8枚蛋，蛋白色至乳黄色，孵卵期为28天。只有雌鸟参与孵化。雏鸟的羽毛是淡棕色的，背部的颜色稍微深一些。
未成年的幼年的羽毛颜色类似雌鸟。性成熟在两至三年后。

## 邻近的种
蓝孔雀与同时在东南亚生活的绿孔雀是孔雀属中唯一的两个种。他们之间可以杂交。与生活在中非的刚果孔雀（Afropavo congensis）的亲缘关系远一些。

## 图片

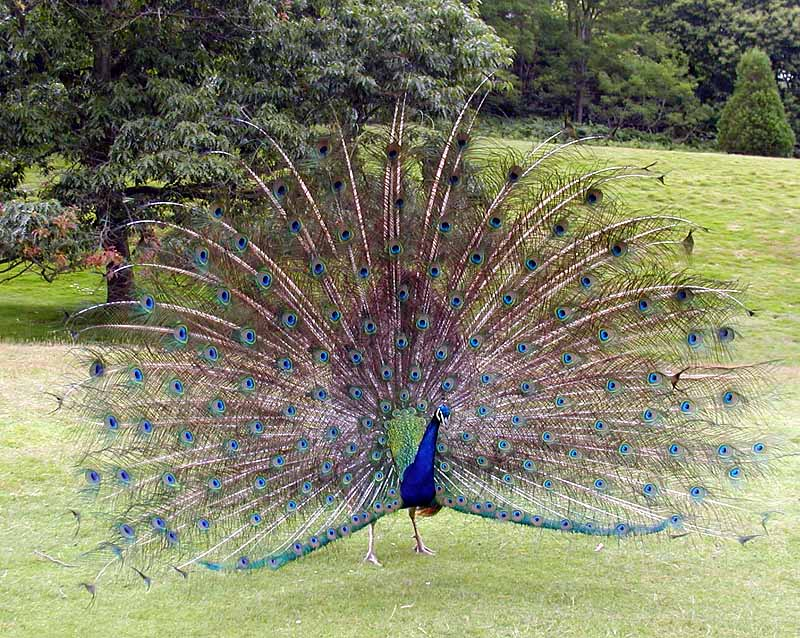
孔雀开屏
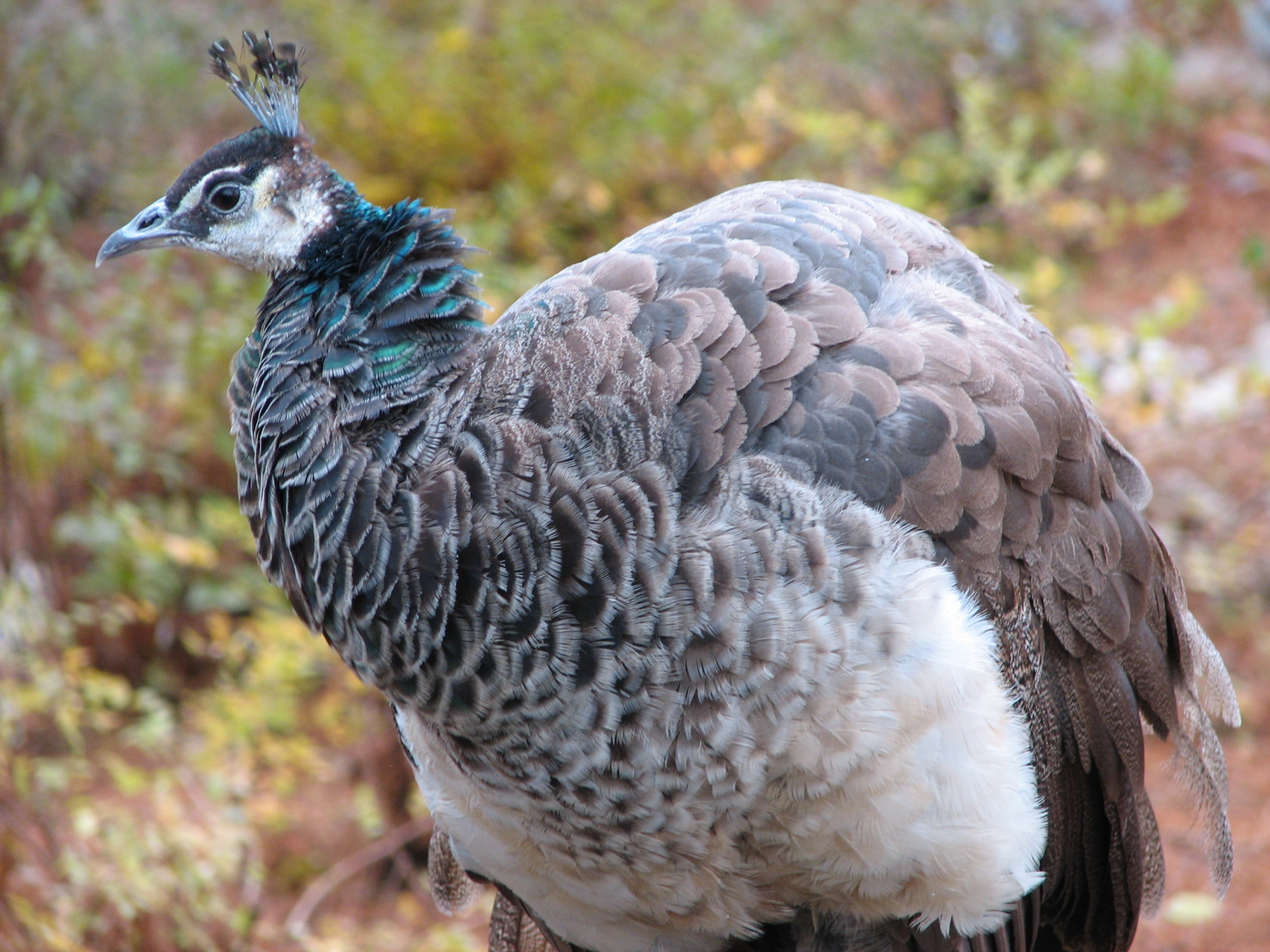
雌鸟
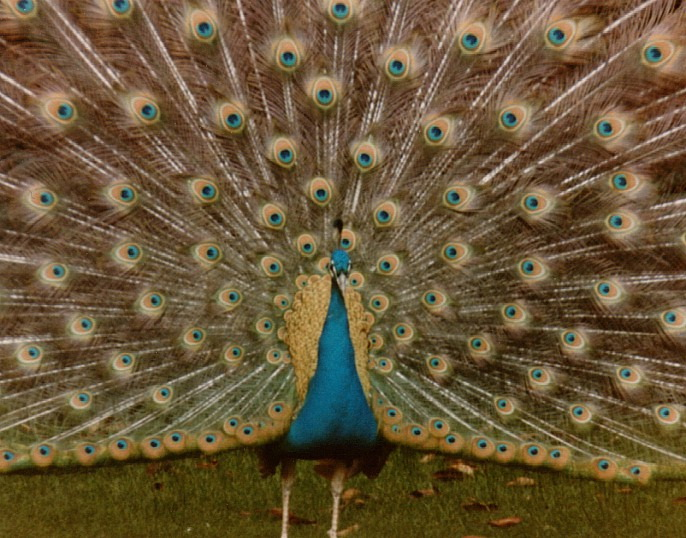
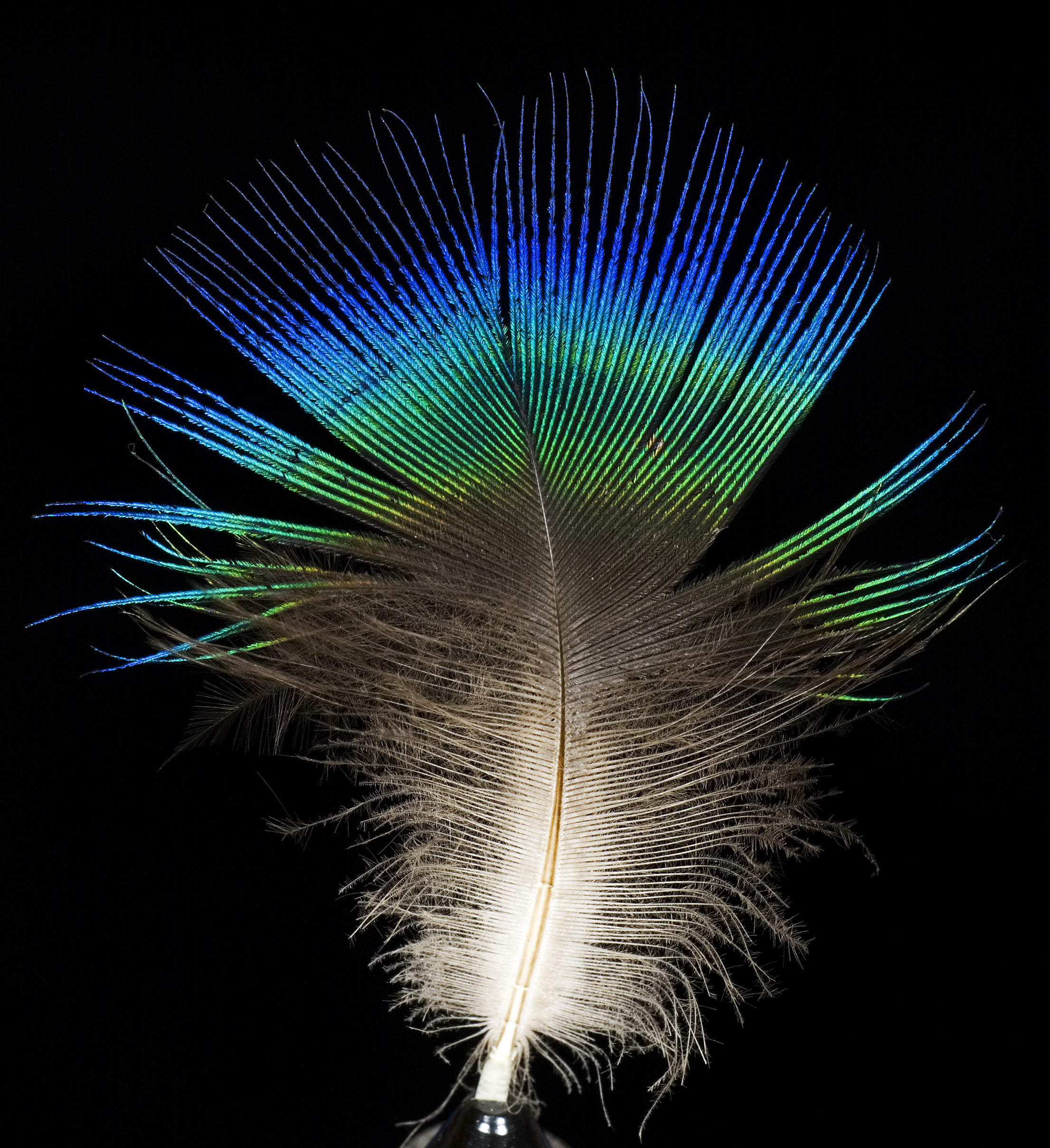
雄性蓝孔雀的羽毛
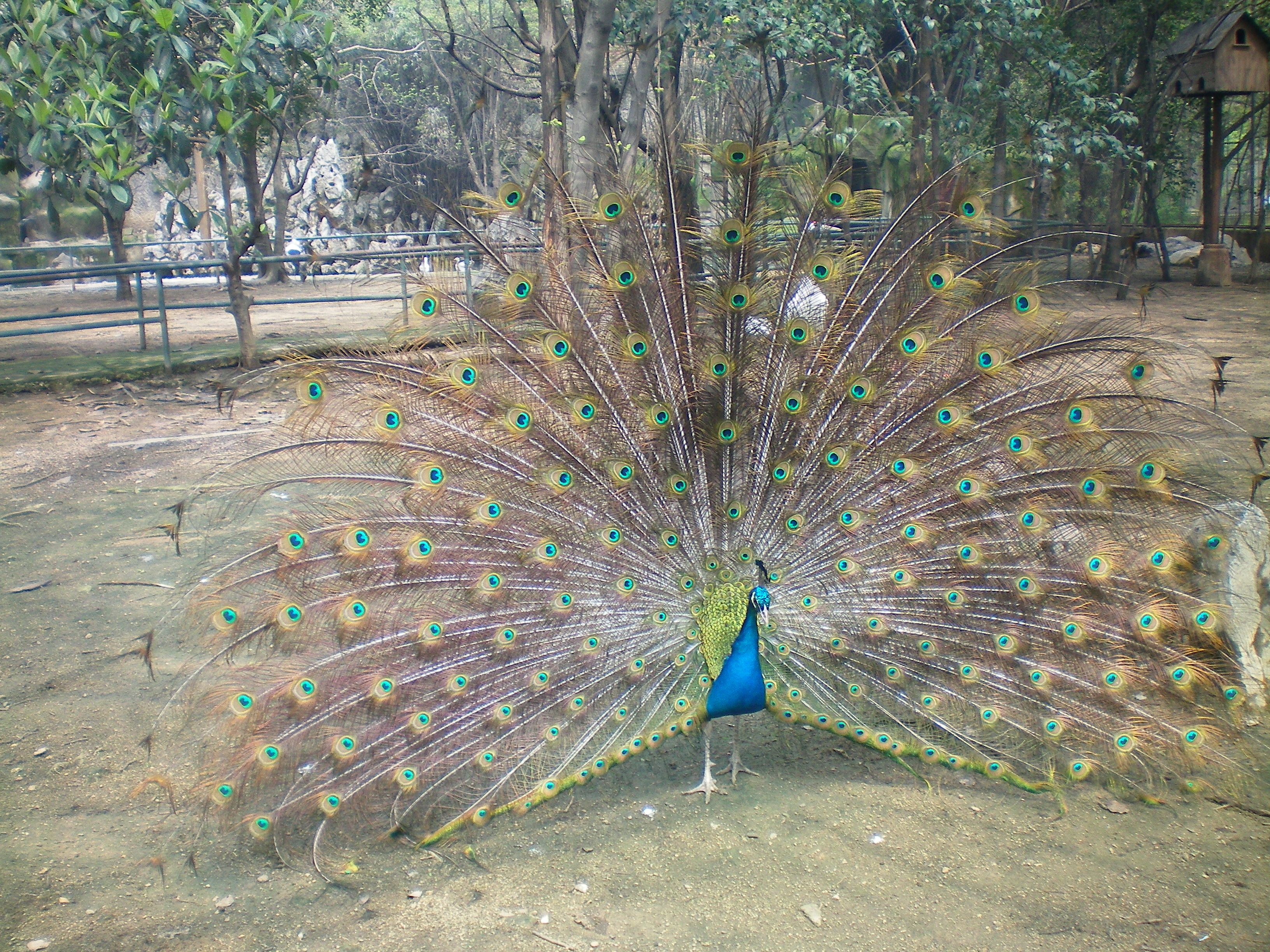
武汉动物园内的蓝孔雀
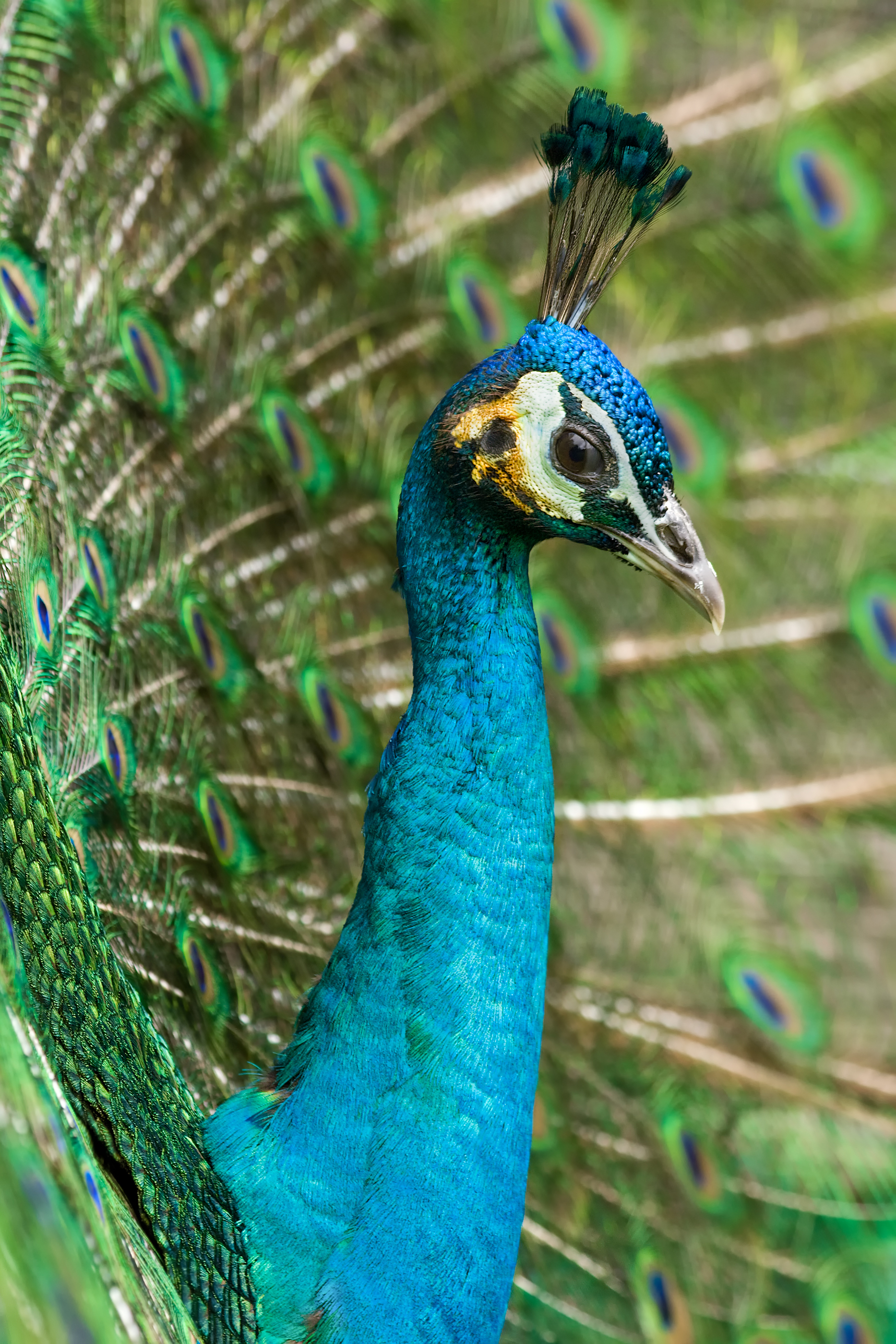
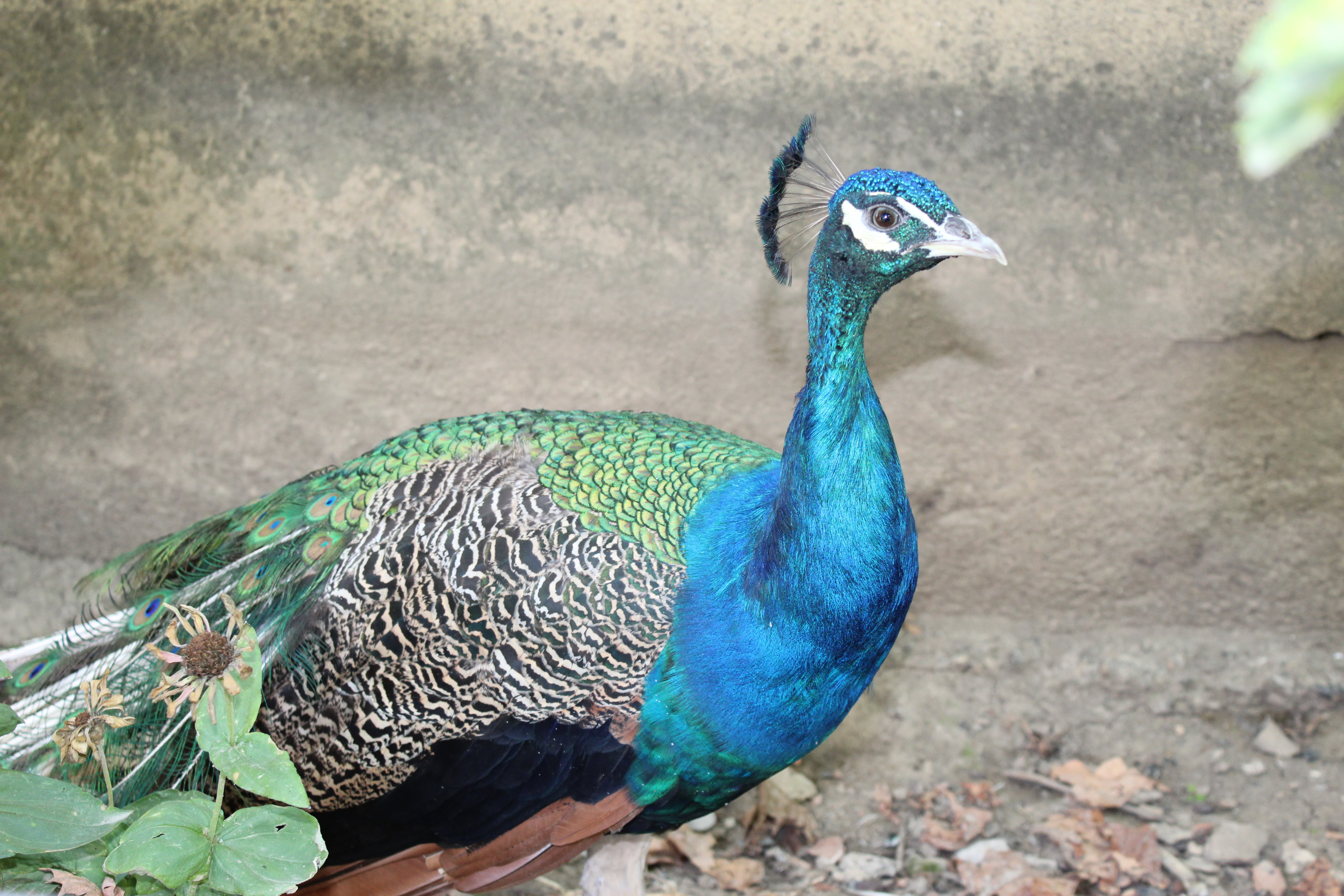
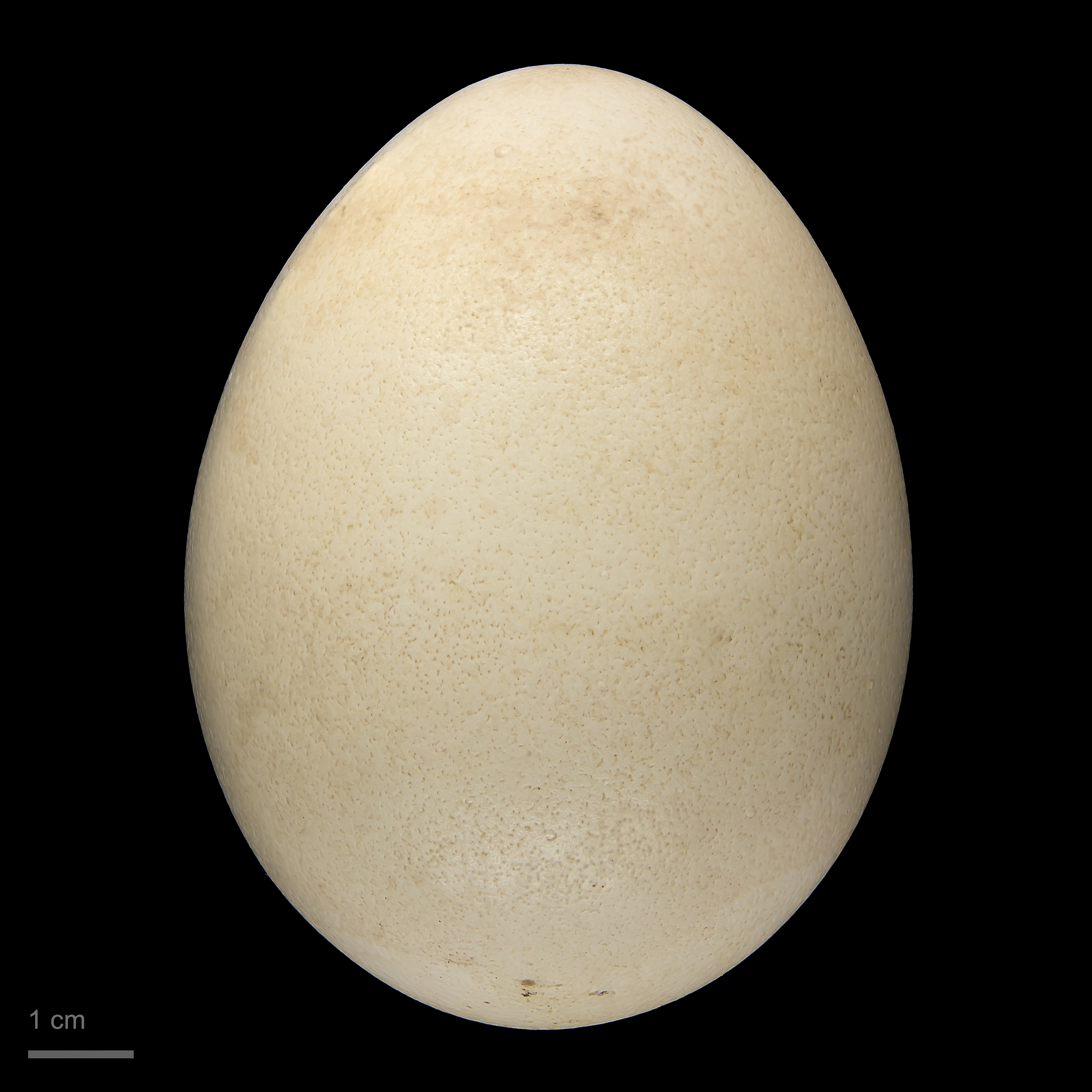
Museum specimen -